# Dario Krešić
Dario Krešić [ˈkrɛ.ʃɪtɕ] (* 11. Januar 1984 in Vukovar, SFR Jugoslawien) ist ein ehemaliger kroatischer Fußballspieler.

## Karriere

### Verein
2009 wechselte Dario Krešić nach drei Jahren bei Panionios Athen zum Ligakonkurrenten PAOK Saloniki. Im Jahre 2012 ging er zum russischen Erstligisten Lokomotive Moskau, bei dem sein Landsmann Slaven Bilić Trainer war.
In der Winterpause der Saison 2013/14 wechselte er in die Fußball-Bundesliga zum FSV Mainz 05. Er erhielt einen Halbjahresvertrag bis Saisonende mit einer Option auf einen Anschlussvertrag bis 2016.
In der Sommerpause 2014 wechselte er zu Bayer Leverkusen. Sein Pflichtspieldebüt für Leverkusen gab Krešić am 8. August 2015 in der ersten Runde des DFB-Pokals, als er im Spiel bei den Sportfreunden Lotte in der 86. Spielminute für den angeschlagenen Bernd Leno eingewechselt wurde. Krešićs Vertragslaufzeit wurde über den Juni 2016 hinaus nicht verlängert. Am 14. Mai 2016 (34. Spieltag) kam er zu seinem einzigen Einsatz in der Bundesliga, als er beim 3:2-Heimsieg über den FC Ingolstadt 04 von Beginn an aufgeboten wurde. Krešić wurde in der 47. Minute für David Yelldell ausgewechselt.
In der Saison 2016/17 absolvierte er noch drei Spiele für Omonia Nikosia in der zyprischen First Division und beendete seine Karriere. 
Er ist in Kroatien im Weinbau tätig und arbeitet für eine deutsche Spieleragentur.

### Nationalmannschaft
Krešić durchlief mehrere U-Nationalmannschaften Kroatiens. 2012 wurde er erstmals für die A-Nationalmannschaft berufen. Am 10. September 2013 absolvierte er gegen Südkorea ein A-Länderspiel für Kroatien.